# Zerynthia polyxena
Zerynthia polyxena és una espècie de lepidòpter papilionoïdeu de la família dels papiliònids (Papilionidae).

## Distribució
S'estén des del sud d'Europa fins a l'Àsia central. A Europa és present al sud-est de França, sud de Suïssa, Itàlia, sud-est de Polònia, sud-est d'Àustria, Eslovàquia, Hongria, Romania i Balcans fins a Grècia, mentre que a l'Àsia ocupa des del nord-oest de Turquia fins al sud dels Urals i nord-oest de Kazakhstan. Absent de les principals illes mediterrànies, excepte Sicília.

## Descripció
Envergadura alar entre 42 i 47 mm. Sense dimorfisme sexual aparent. Anvers de color groguenc amb nombroses bandes i venes negres. Anvers de l'ala posterior amb una sèrie de punts vermells amb rivet intern negre, una banda negra amb abundants escates blaves sota d'aquests, i una línia negra en ziga-zaga envoltada de groc al marge. Revers similar a l'anvers. Es distingeix de l'arlequí Zerynthia rumina, present a la península Ibèrica, sobretot perquè no presenta taques vermelles al revers de les ales anteriors.

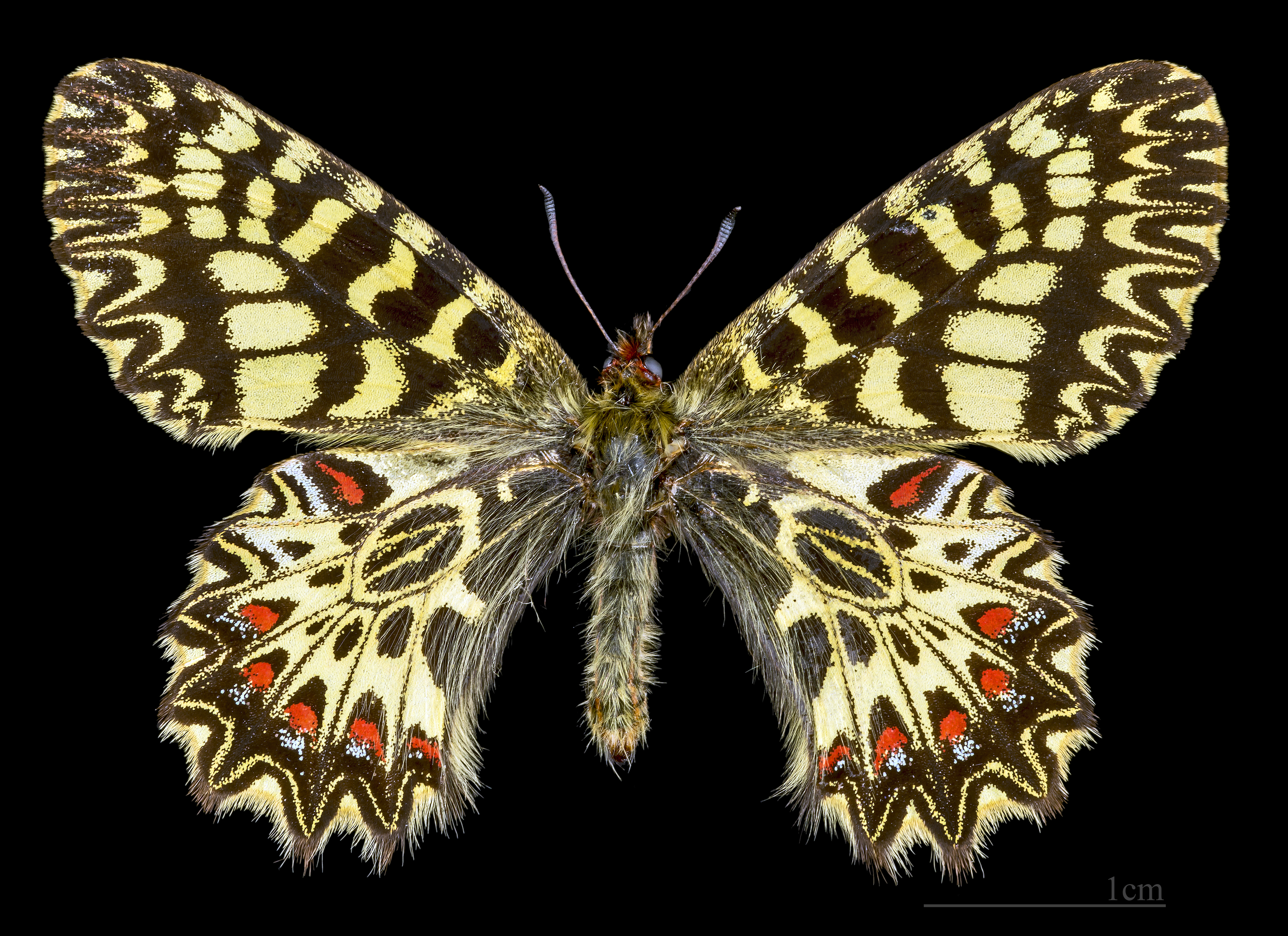
♂
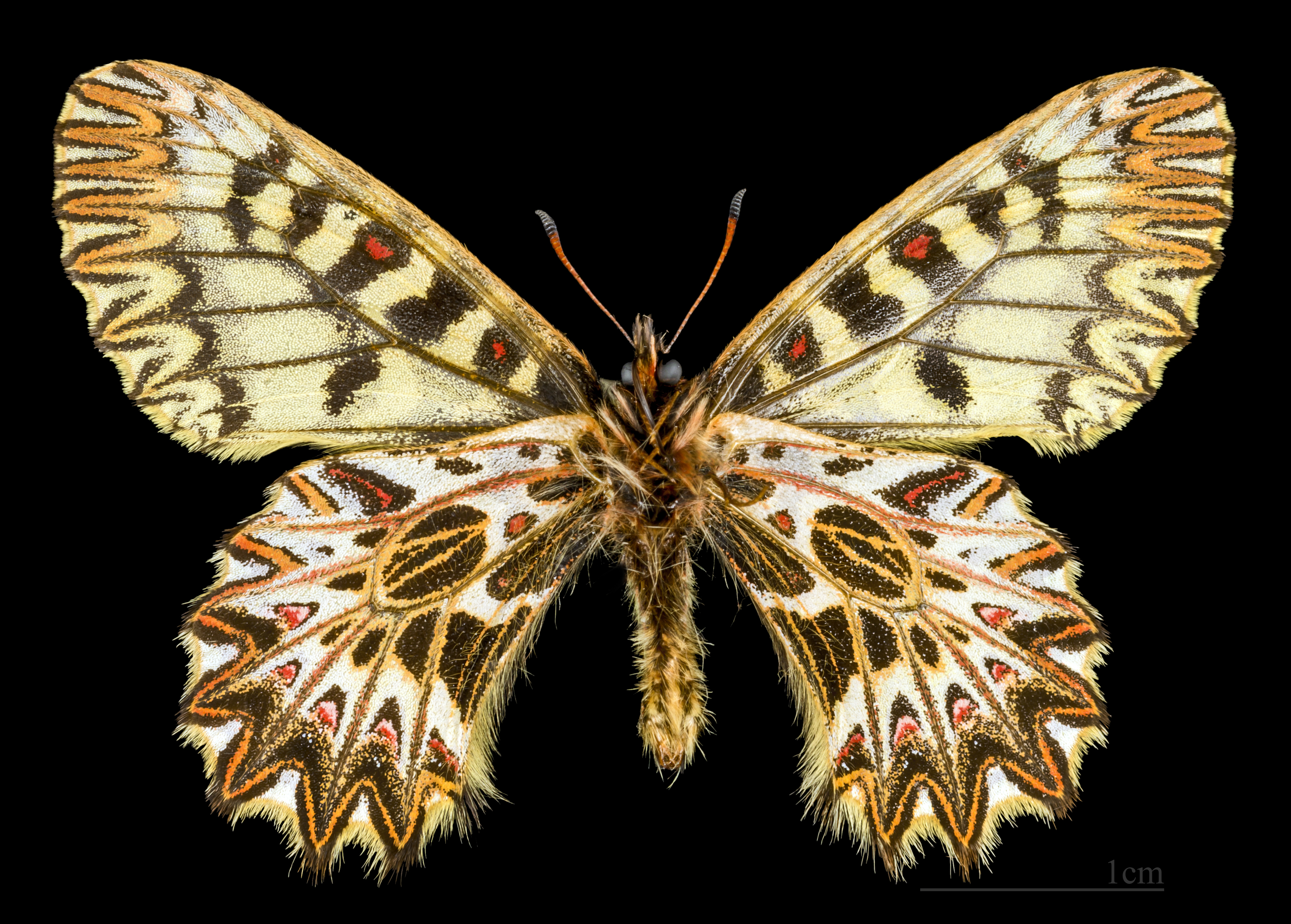
♂ △
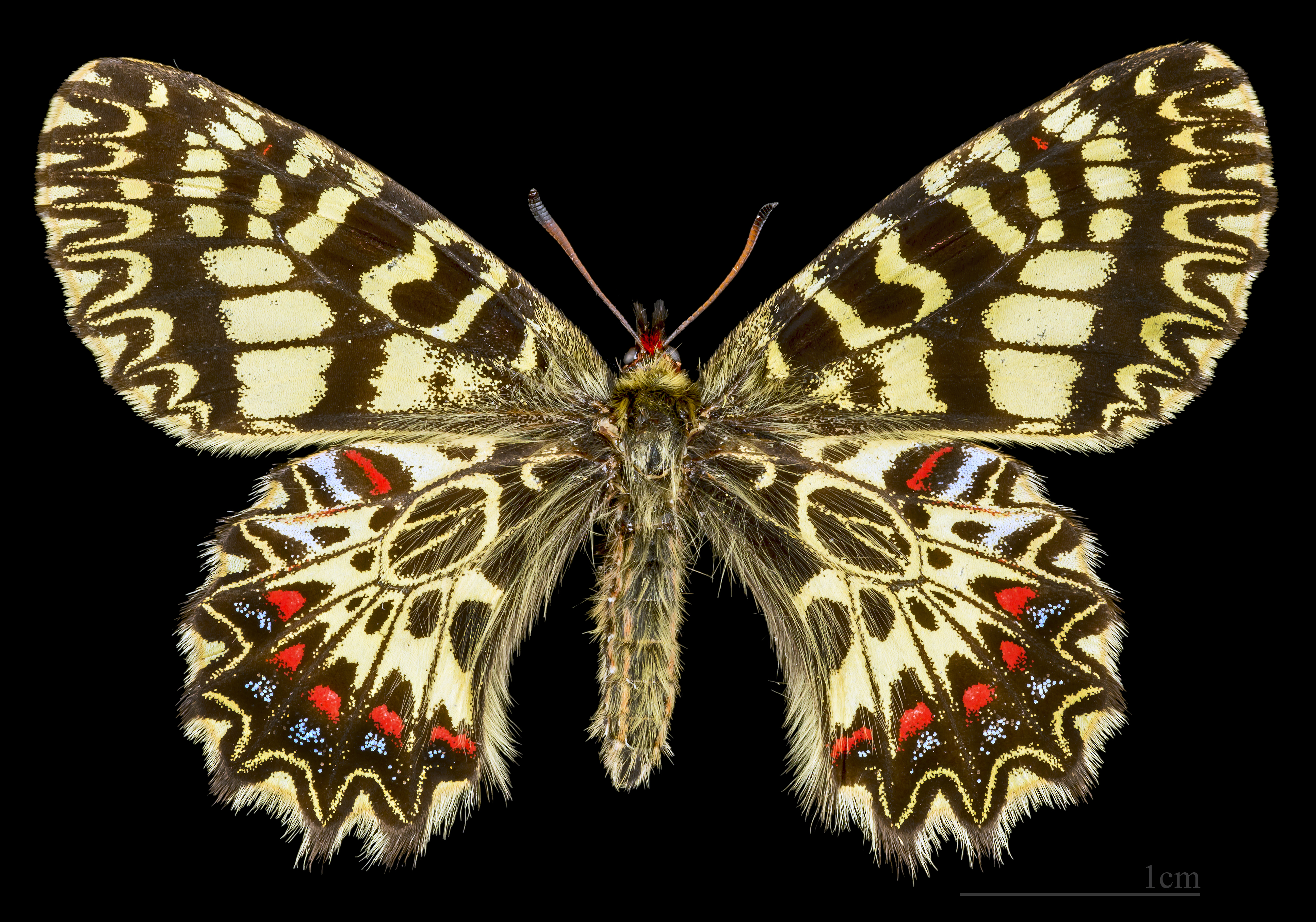
♀
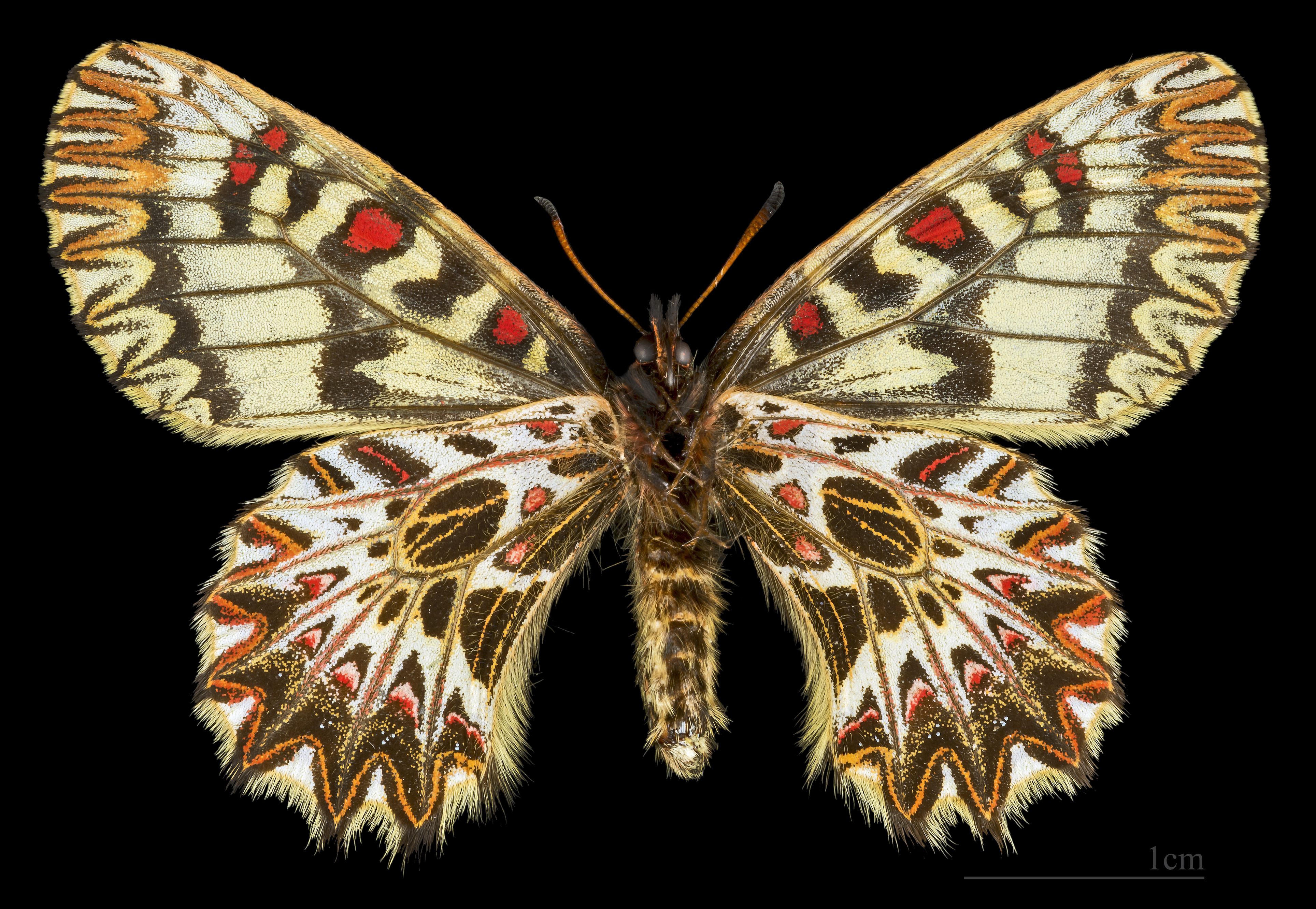
♀ △

## Hàbitat
Ambients mediterranis oberts i secs, com ara prats secs i amb abundància de flors, garrigues, marges assolellats, així com zones pedregoses. Rang altitudinal des del nivell del mar fins als 1700 m, però generalment per sota dels 900 m. L'eruga s'alimenta d'espècies del gènere Aristolochia, sobretot A. rotundifolia, i més rarament A. clematitis, A. pistolochia, A. pallida i A. rotunda.

## Període de vol i hibernació
Vola en una sola generació entre finals de març i principi de juliol, en emergència prolongada. Hiberna com a crisàlide.

## Comportament
L'eruga emmagatzema compostos tòxics, concretament un alcaloide anomenat àcid aristolòquic, que provenen de la planta nutrícia, de manera que són tòxiques per als depredadors.